# パターンマッチング
パターンマッチング（英: Pattern matching、パターン照合）とは、データを検索する場合に特定のパターンが出現するかどうか、またどこに出現するかを特定する手法のことである。
文字列のパターンマッチングには、固定されたパターンの検索ではKMP法やBM法など各種の文字列探索アルゴリズムがある。また正規表現を利用する手法も多数提案されている。

いくつかの高水準プログラミング言語には、多分岐の一種で、場合分けと同時に構成要素の取り出しのできる言語機能があり、パターンマッチと呼ばれている。Haskellでの例を示す。
```
listSumCase
 
lst
 
=

  
case
 
lst
 
of

    
[]
       
->
 
0

    
(
x
 
:
 
xs
)
 
->
 
x
 
+
 
listSumCase
 
xs

listSumPtn
 
[]
       
=
 
0

listSumPtn
 
(
x
 
:
 
xs
)
 
=
 
x
 
+
 
listSumPtn
 
xs

```

なお、この例の listSumCase は expression style、listSumPtn は declaration style である。

## 歴史
パターンマッチング構造を備えた初期のプログラミング言語には、COMIT (1957)、SNOBOL (1962)、Refal (1968)、ツリーベースのパターンマッチング、Prolog (1972)、 SASL (1976)、NPL (1977)、およびKRC (1981)がある。
多くのテキストエディタはさまざまな種類のパターンマッチングをサポートしている。QEDエディタは正規表現検索をサポートし、一部のバージョンのTECOでは、検索でOR演算子をサポートしている。
数式処理システムは通常、代数式のパターンマッチングをサポートしている。

## 注
1. ↑  https://wiki.haskell.org/Declaration_vs._expression_style
2. ↑  Joel Moses, "Symbolic Integration", MIT Project MAC MAC-TR-47, December 1967